# Garcia Ximenes (regent de Pamplona)
|  | No s'ha de confondre amb Garcia Ximenes. |

Garcia Ximenes (Navarra, mort ca. 882) va ser un cabdill vascó que suposadament hauria exercit com a regent del regne de Pamplona (870-882) durant l'absència del rei Fortuny Garcés, en captiveri a Còrdova. Tanmateix l'endarreriment de la mort del rei Garcia Ènnec fins vers el 880 ha invalidat aquesta regència. En qualsevol cas, les fonts documentals sobre aquest personatge són molt escasses, de fet l'únic que se sap amb certesa és que va ser pare rei Sanç Garcés I de Pamplona, que va inaugurar la dinastia Ximena a Navarra.
Hom li ha atribuït el nom de Garcia Ènnec desdoblant-lo d'un altre Garcia Ximenes més antic que seria el seu avi patern, i el fa fill d'un Ènnec Garcés.

## Orígens
Les fonts documentals que parlen d'aquest personatge són escasses i contradictòries entre si, especialment quan es tracta de la seva ascendència. Les diferents fonts l'han presentat tant com a fill, net o besnet de Ximeno el Fort. El que és evident és que pertanyia a la dinastia Ximena, família que governava, segons Antonio Ubieto, les terres orientals de Navarra, vers Aibar i Sangüesa i entroncada amb la regnant descendent d'Ènnec Aritza, de fet alguns autors defensen o esmenten la possibilitat que les dinasties Ènnega i Ximena eren dues línies d'una única dinastia.
Segons Alberto Cañada la confusió de la filiació del personatge això és a causa de la confusió entre ell i un altre Garcia Ximenes, el qual és en realitat el seu avi patern i el veritable fill de Ximeno el Fort. Això ha portat a Cañada i altres autors a dir que en realitat el nom real d'aquest personatge hauria estat «Garcia Ènnec», nom documentat de fet en una font àrab habitualment molt ben informada, i que el seu pare es deia Ènnec Garcés, fill de del primer Garcia Ximenes.

## Regència?
Personatge de la dinastia Ximena del darrer terç del segle ix, contemporani del rei Fortuny Garcés de Pamplona, de fet hi ha documents aragonesos que citen un Garcia Ximenes coetani del comte Galí I d'Aragó, amb el títol de «rei» i actuant conjuntament amb ell en el govern del comtat. De nou, cal esmentar que es diu que les terres orientals de Navarra, al voltant d'Aibar i Sangüesa eren governades pels Ximenes.
Tradicionalment se l'ha considerat regent del regne de Pamplona durant l'absència de Fortuny durant el seu captiveri a Còrdova quan mor el seu pare el rei Garcia Ènnec quan es datava el 870. Per tant, ho hauria estat des d'aquesta data fins a l'any 882, any vers el qual Fortuny havia estat alliberat i es trobava de nou a terres navarreses. Aquesta afirmació sobre la regència dels Ximenes, dita pels historiadors Pérez de Urbel i de Lévi-Provençal va ser matisada per Claudio Sánchez-Albornoz adduint que, de fet, Garcia Ènnec va morir vers 880 o 882, moment en què torna el seu fill del captiveri a Còrdova, pel que si Garcia Ximenes hagués regit algun territori és evident que devia ser un altre dels que conformaria el futur regne de Navarra.
El 905 es produí un cop d'estat contra Fortuny Garcés i la dinastia Ximena va assumir el control del Regne de Navarra.

## Núpcies i descendència
Es va casar dues vegades a la seva vida. En primeres núpcies amb Ònnega Rebelle de Sangüesa, propera a la suposada procedència geogràfica de Garcia, no gaire lluny de terres aragoneses. El matrimoni va tenir els següents fills:
- Ènnec Garcés, a qui se li atribueix el títol de rei, casat amb Ximena, membre de la dinastia dels Aritza.
- Sança Garcés, casada amb Ènnec Fortuny, fill del rei Fortuny Garcés de Pamplona, i, més tard, amb el comte Galí Asnar II d'Aragó.

Es va casar en segones núpcies amb Dadilda de Pallars. D'aquest matrimoni, se sap amb certesa que Garcia Ximenes i Dadilda van ser pares del futur rei Sanç Garcés I (865-925), tal com apareix en les genealogies del Còdex de Roda recopilat pel seu descendent, el rei Sanç Garcés II. Així doncs, la parella va tenir els següents fills:
- Sanç Garcés (865-925), rei de Pamplona amb el suport del regne d'Astúries.
- Ximeno Garcés (? - 931), que va ser instal·lat com a senyor de les terres patrimonials dels Ximenes.

Tanmateix, segons l'opinió de José María Lacarra, els fills del segon matrimoni van néixer amb molta posteritat als del primer matrimoni amb Ònnega.